# Gabinete Goblet
O Gabinete Goblet foi o ministério formado por René Goblet em 11 de dezembro de 1886 e dissolvido em 19 de maio de 1887. Foi o 23º gabinete da Terceira República Francesa, sendo antecedido pelo Gabinete Freycinet III e sucedido pelo Gabinete Rouvier I.

## Contexto
René Goblet formou um governo de coalizão republicana. O gabinete é, em última análise, uma completa improvisação, com oito ministros do antigo governo, seis dos quais não mudaram de posição. O ministério continuava desunido e estava se inclinando menos para a esquerda. Georges Boulanger permaneceu no Ministério da Guerra, apesar da relutância dos moderados (ou oportunistas) - o próprio Goblet não é muito popular.
O gabinete foi particularmente marcado pelo "Caso Schnæbelé", em abril de 1887, quando discursos beligerantes de Boulanger quase causaram um incidente diplomático com a Alemanha, apaziguado graças a intervenção do Presidente da República, Jules Grévy. Além disso, radicais e moderados não queriam mais compor um governo de coalizão, mas não havia maioria para formar um gabinete mais independente. Ao contrário, somente com a união da coalizão republicana com a direita é que o governo conseguiu aprovar um novo orçamento, com 275 votos a favor e 257 contra.
Diante desse cenário, Goblet apresentou sua renúncia à Grevy em maio de 1887. O Presidente, contudo, se encontrava em uma verdadeira crise governamental, já que um novo governo de coalizão é quase impossível. Cerca de doze pessoas foram chamadas para formar um gabinete, sem resultados. Em meio a essa crise, a popularidade de Boulanger crescia, sendo apoiado por parte dos radicais. Os moderados, então, apoiados pela imprensa liberal, se opõem ao retorno do general a qualquer cargo executivo, certos de que ele preparava um golpe de Estado iminente.
Um novo governo acabou por se formar a partir de uma aliança entre Maurice Rouvier e a direita, que aceitou apoiá-lo em troca de uma política muito mais moderada em relação ao anticlericalismo e ao fim da discriminação contra os católicos no serviço público, além de favores ministeriais, o que gerou a oposição ferrenha dos radicais.

## Composição
- Presidente da República: Jules Grévy
- Presidente do Conselho de Ministros: René Goblet
- Ministro dos Estrangeiros: Émile Flourens
- Ministro da Justiça: Ferdinand Sarrien
- Ministro do Interior e Cultos: René Goblet
- Ministro da Guerra: Georges Boulanger
- Ministro das Finanças: Albert Dauphin
- Ministro da Marinha: Théophile Aube
- Ministro da Instrução Pública: Marcellin Berthelot
- Ministro das Obras Públicas: Édouard Millaud
- Ministro da Agricultura: Jules Develle
- Ministro do Comércio e Indústria: Édouard Lockroy
- Ministro dos Correios e Telégrafos: Félix Granet